# Nowy Wiec
Nowy Wiec – wieś pogranicza kaszubsko-kociewskiego w Polsce położona w województwie pomorskim, w powiecie starogardzkim, w gminie Skarszewy. Prowadzi tędy Szlak Skarszewski – zielony znakowany szlak turystyczny. Dzieje Nowego Wieca sięgają XIII w. i nierozdzielnie łączą się z rodziną Wieckich (nazwisko to na przestrzeni wieków różnie pisano), którego protoplastą był pomorski rycerz Henryk von Vitzen. W zachodniej części wsi znajduje się XIX w. dwór otoczony parkiem, wciąż należący do rodziny Wieckich. Zachował się także budynek dawnej gospody - przed 1939 placówki polskiej straży granicznej. Podczas II wojny światowej w Nowym Wiecu istniał ośrodek szkoleniowy armii niemieckiej. Pozostałością po nim są cztery drewniane budynki mieszkalne z 1940 r., które służyły jako kwatery dowództwa ośrodka. Dwa zostały przerobione, dwa zachowały się w oryginale.
W latach 1920–1939 na północ od miejscowości przebiegała granica polsko-gdańska. Przy granicy wsi ze Szczodrowem, przy rozgałęzieniu drogi na Pruszcz Gdański, zachował się budynek przejścia granicznego.
W latach 1945–1975 miejscowość administracyjnie należała do tzw. dużego województwa gdańskiego, a w latach 1975-1998 do tzw. małego województwa gdańskiego.
Miejsce narodzenia błogosławionej Marty Wieckiej, której pomnik odsłonięto we wsi przed jej domem rodzinnym 1 czerwca 2013. Wcześniej, w 2006 zrekonstruowano zniszczoną w czasie wojny figurę św. Jana Nepomucena.

## Zbrodnia w Nowym Wiecu
Miejsce zbrodni dokonanej 22 listopada 1939 roku przez Niemców na 42 lub 43 Polakach (w tym dwóch księżach) a także Niemcach (przeciwnikach hitleryzmu – m.in. księdzu Aeltermannie). Przed rozstrzelaniem ofiary zostały zmuszone do wykopania własnych grobów.
Na cmentarzu spoczywają ciała 64 Polaków zamordowanych przez hitlerowców 19 listopada 1939 r. Zidentyfikowanych zostało jedynie 19 osób.

## Kult Pogański
W Nowym Wiecu znaleziono dwugłowy granitowy posążek z połowy X wieku, prawdopodobnie przedstawiający Swarożyca. Istnieje przypuszczenie, że na tych terenach istniał jeden z ośrodków pogaństwa w regionie gdańskim. Posążek znajduje się w zbiorach Muzeum Archeologicznego w Gdańsku.